# Tossal de les Deveses
El Tossal de les Deveses és una muntanya de 625 metres que es troba al municipi de la Ribera d'Ondara, a la comarca catalana de la Segarra.